# Polystigma variipila
Polystigma variipila är en svampart som beskrevs av Penz. & Sacc. 1930. Polystigma variipila ingår i släktet Polystigma och familjen Phyllachoraceae.   Inga underarter finns listade i Catalogue of Life.